# 니시시바타역
니시시바타역(일본어: 西新発田駅)은 일본 니가타현 시바타시에 위치한 동일본 여객철도 하쿠신 선의 철도역이다. 상대식 승강장 2면 2선의 구조를 갖춘 지상역이다.

## 타는 곳
| 1 · 2 | ■ 하쿠신 선 | 하행 | 시바타 · 무라카미 방면 | 시바타 역으로부터 ■ 우에쓰 본선으로 직통          |
| 1 · 2 | ■ 하쿠신 선 | 상행 | 도요사카 · 니가타 방면 | 일부 열차는 니가타 역으로부터 ■ 에치고선으로 직통 |

## 이용 현황
- 2008년도 : 900명

## 역 주변
- 국도 제460호선
- 이온 몰 시바타

## 인접 역
| 동일본 여객철도 하쿠신 선 | 동일본 여객철도 하쿠신 선 | 동일본 여객철도 하쿠신 선 |
| ------------------------- | ------------------------- | ------------------------- |
| 사사키 니가타 방면        | ■ 하쿠신 선               | 시바타 시바타 방면        |